# Sąd Konstytucyjny (Czechy)
Sąd Konstytucyjny Republiki Czeskiej (cz. Ústavní soud České republiky, US) – sąd konstytucyjny Republiki Czeskiej z siedzibą w Brnie; od 2003 prezesem Sądu Konstytucyjnego jest Pavel Rychetský.

## Kompetencje i działalność
Sąd Konstytucyjny został powołany do:
- unieważniania
  - ustaw lub ich części niezgodnych z Konstytucją lub umową międzynarodową
  - przepisów lub ich części niezgodnych z Konstytucją, ustawą lub umowami międzynarodowymi
- rozpatrywania
  - skarg konstytucyjnych
    - organów samorządu terytorialnego
    - na temat złamania zagwarantowanych w Konstytucji praw i wolności przez organy władzy publicznej

  - w sprawie środków odwoławczych na temat ważności posła lub senatora
  - spraw, w których
    - występują zastrzeżenia na temat utraty wybieralności i niepołączalności funkcji posła i senatora
    - Senat konstytucyjnie oskarża Prezydenta
    - orzeka, czy rozwiązanie partii politycznej lub inne jej zmiany są zgodne z Konstytucją

  - sporów kompetencyjnych
  - postulatu prezydenta o wycofaniu ustawy Izby Poselskiej lub Senatu
  - środków niezbędnych do wydania wyroku przez sąd międzynarodowy[1].

W kwestiach sporów kompetencyjnych i unieważniania danych przepisów, jeśli nie są zgodne z ustawą, może orzekać Najwyższy Sąd Administracyjny zgodnie z odpowiednią ustawą.

## Historia

### 1921–1939
Sąd Konstytucyjny powstał 1921 zgodnie z zapisami czechosłowackiej konstytucji. Organ składał się z 7 sędziów, z czego 3 sędziów (w tym prezesa Sądu Konstytucyjnego) mianował Prezydent Republiki, 2 sędziów pochodziło z Sądu Najwyższego i 2 sędziów było oddelegowanych z Najwyższego Sądu Administracyjnego. Kadencja sędziów trwała 10 lat, a pierwszy skład sędziowski składał się z: prezesa Sądu Konstytucyjnego Karel Baxa, wiceprezesa Sądu Konstytucyjnego Antonína Bílego oraz 5 innych sędziów: Konstantina Petroviča Mačíka, Josefa Bohuslava, Václava Vlasáka, Františka Vážnego i Bedřicha Bobka. Powołano go 7 listopada 1921. Mimo dziesięcioletniej kadencji nowy skład sędziowski został powołany w 1938. Prezesem Sądu Konstytucyjnego został wtedy Jaroslav Krejčí. II wojna światowa przerwała aktywność Sądu Konstytucyjnego, która została wznowiona po wojnie.

### 1948–1989
Żadna z komunistycznych konstytucji (ani ta z 1948, ani ta z 1960) nie powoływała instytucji, która rozpatrywałaby zgodność ustaw z konstytucją. Aktu Konstytucyjnego o Federalizacji Czechosłowacji wydany 27 października 1968 zakładał działalność Sądu Konstytucyjnego dla całej federacji, ale także 2 odrębnych sądów dla każdej z republik, jednak nigdy nie doszło do powstania sądów, mimo że Konstytucja miała moc prawną przez kolejne 20 lat.

### 1991–1992
Upadek komunizmu spowodował utworzenie Sądu Konstytucyjnego Czeskiej i Słowackiej Republiki Federalnej na mocy Federalnego Aktu Konstytucyjnego z lutego 1991. Tym razem kadencja sędziów miała trwać 7 lat, a organ miał składać się z 12 sędziów, z czego połowa sędziów miała działać w imieniu Czeskiej Republiki Socjalistycznej, a druga połowa w imieniu Słowackiej Republiki Socjalistycznej. Sąd został usytuowany w Brnie. Pierwszym Prezesem Sądu Konstytucyjnego mianowano Ernesta Valko, a pierwszym wiceprezesem został Vlastimil Ševčík. Oprócz tych dwóch stanowisk powołano także dwa wydziały Sądu Konstytucyjnego. W skład I Wydziału wchodzili: Marián Posluch, Jiří Malenovský, Ivan Trimaj, Antonín Procházka oraz sędzia zastępczy Ján Vošček, natomiast II Wydział składał się z Pavela Matesa, Petra Kresáka, Vierego Strážnická, Vojna Güttlera oraz sędziego zastępczego Zdenka Kesslera. Mimo szybkiego rozwiązania Sądu Konstytucyjnego Czeskiej i Słowackiej Republiki Federalnej, sąd orzekł w ponad tysiącu sprawach, a Sąd Konstytucyjny Czech w wielu wyrokach odwoływał się do decyzji Najwyższego Sądu Konstytucyjnego Czeskiej i Słowackiej Republiki Federalnej.

### 1993–2003
Następstwem rozpadu Czechosłowacji było ustanowienie Konstytucji niepodległego państwa czeskiego, która nakazywała ustanowienie Sądu Konstytucyjnego. 15 lipca 1993 Sąd Konstytucyjny rozpoczął działalność po tym, jak prezydent Václav Havel nominował 12 z 15 sędziów Sądu. Nominację zatwierdziła Czeska Rada Narodowa, gdyż nie istniał wtedy jeszcze senat. Od 1993 kadencja sędziego miała trwać 10 lat. Nominacje prezydenckie zostały ogłoszone miesiąc po uchwaleniu Ustawy nr 182/1993 Sb. o Sądzie Konstytucyjnym, która wraz z art. 88 Konstytucji reguluje kwestie dotyczące pracy Sądu i rozpatrywanych postępowań.
Pierwszym sędzią zasiadającym na stanowisku prezesa Sądu Konstytucyjnego był Zdeněk Kessler. Jego praca w Sądzie trwała do 2003, kiedy z powodów zdrowotnych złożył rezygnację. Miloš Holeček, pierwszy wiceprezes Sądu Konstytucyjnego, zastąpił Kesslera do końca kadencji. Obok prezesa i wiceprezesa Sądu Konstytucyjnego Václav Havel nominował: Ivę Brožová, Vojtěcha Cepla, Vladimíra Čermáka, Pavla Holländera, Vojena Güttlera, Vladimíra Jurka, Vladimíra Klokočka, Vladimíra Paula, Antonína Procházkę i Vlastimila Ševčíka. Kolejne zmiany personalne dotyczyły już tylko uzupełnienia brakujących 3 sędziów. Ivana Janů otrzymała nominację na drugiego wiceprezesa Sądu Konstytucyjnego w 1993, a Eva Zarembová i Pavel Varvařovský zostali powołani w 1994.
Sąd Konstytucyjny obradował w podanym składzie do rezygnacji Ivy Brožovej w 1999. Na miejsce Brožovej Senat po raz pierwszy powołał swojego kandydata Jiříego Malenovskiego, który stanowisko objął w 2003. Wybór Ivany Janů na sędziego ad litem do orzekania w sprawie w Międzynarodowym Trybunale Karnym dla byłej Jugosławii spowodował kolejną nominację. Tym razem na stanowisko objęła Eliška Wagnerová. Vladimíra Paula zastąpił František Duchoň w 2002, a Vlastimil Ševčík został zastąpiony Jiřím Muchą w 2003. Po rezygnacji Zdenka Kesslera powołano także kolejnego sędziego – Miloslava Výbornego.
2003 był rokiem kolejnych zmian personalnych z powodu zakończenia się kadencji 8 sędziów: Wojtěcha Cepla, Vladimíra Čermáka, Vojena Güttlera, Pavla Holländera, Vladimíra Jurkę, Vladimíra Klokočkę, Vladimíra Paula i Antonína Procházkę, a Miloš Holeček otrzymał nominację na prezesa Sadu Konstytucyjnego. Natomiast Vojen Güttler i Pavel Holländer (później nominowany wiceprezesem Sądu Konstytucyjnego) otrzymali nominacje 6 sierpnia 2003.

### Od 2003
6 sierpnia 2003 prezydent Republiki powołał także obecnego prezesa Sądu Najwyższego Pavla Rychetskiego, a reszta sędziów została sukcesywnie zastąpiona następcami. Funkcje sędziów Sądu Konstytucyjnego objęli wtedy: Dagmar Lastovecká, Jan Musil, Jiří Nykodým, Stanislav Balík, Michaela Židlická i ponownie Ivana Janů. Kolejne braki sędziów były spowodowane wygasaniem ich mandatów. Stało się tak z Evą Zarembovą i Pavelem Varvařovskim. Kolejnym sędzią, który złożył rezygnację był Jiří Malenovský, który został sędzią Trybunału Sprawiedliwości Unii Europejskiej. Braki w składzie personalnymi uzupełniono nominacją Vlasta Formánkovej i Vladimíra Kůrka w 2005.
Sąd obradował w tym składzie do 2012, kiedy mandat Eliški Wagnerovej (pełniła funkcję wiceprezesa Sądu Konstytucyjnego) wygasł. Do kolejnych zmian doszło w 2013, kiedy 9 sędziów zakończyło pracę w Sądzie Konstytucyjnym z powodu zakończenia się ich kadencji.

## Organy Sądu Konstytucyjnego
Do organów Sądu Konstytucyjnego należą: prezes Sądu Konstytucyjnego, wiceprezesi Sądu Konstytucyjnego, Zgromadzenie Ogólne Sędziów Sądu Konstytucyjnego, izby Sądu Konstytucyjnego, Sprawozdawca Sądu Konstytucyjnego, Sekretarz Generalny Sądu Konstytucyjnego i Dyrektor Administracji Sądowej Sądu Konstytucyjnego.

### Prezes Sądu Konstytucyjnego
Do zadań prezesa Sądu Konstytucyjnego (cz. Předseda Ústavního soudu) należą:
- reprezentowanie Sąd Konstytucyjny na zewnątrz
- prowadzenie pracy administracyjnej Sądu
- zwoływanie posiedzeń Zgromadzenia Ogólnego Sędziów Sądu Konstytucyjnego, wyznaczanie porządku obrad i kierowanie obradami
- nominowanie Przewodniczących izb Sądu Konstytucyjnego
- realizowanie innych zobowiązań wynikających z ustawy[6].

### Wiceprezess Sądu Konstytucyjnego
Do zadań wiceprezesów Sądu Konstytucyjnego (cz. Místopředsedové Ústavního soudu) należy wykonywanie zadań zleconych przez prezesa Sądu Konstytucyjnego oraz kierowanie działaniem Sądu pod jego nieobecność.

### Zgromadzenie Ogólne Sędziów Sądu Konstytucyjnego
Do zadań Zgromadzenia Ogólne Sędziów Sądu Konstytucyjnego (cz. Plénum) należą:
- rozpatrywanie wniosków o unieważnienie:
  - danej ustawy lub jej części jako niezgodnej z Konstytucją
  - danych zarządzeń lub ich części jako niezgodnych z Konstytucją
  - uchwał Parlamentu, które nie wymagają podpisu Prezydenta (wnioski są składane przez Prezydenta)
- rozpatrywanie wniosków o:
  - konstytucyjne oskarżenie Prezydenta Republiki
  - ponowne wszczęcie zakończonego postępowania
- orzekania w sporach o to, czy rozwiązanie danej partii politycznej jest zgodne z Konstytucją
- rozpatrywanie innych kwestii, których nie rozwiązała odpowiednia izba z powodu braku większości głosów
- publikowanie stanowiska Sądu Konstytucyjnego, jeśli obecna propozycja zmiany prawa różni się od propozycji zmiany prawa ogłoszonej w poprzednim orzeczeniu
- regulowanie stosunków wewnętrznych
- powoływanie izb Sądu Konstytucyjnego oraz regulowanie ich działalności[6].

### Izby Sądu Konstytucyjnego
Sąd Najwyższy może powołać 4 trzyosobowe izby (cz. senáty), w skład których nie mogą wchodzić Prezydent Sądu Konstytucyjnego i Wiceprezydent Sądu Konstytucyjnego. Przewodniczący każdej izby tworzy plan pracy. Prezes Sądu Konstytucyjnego powołuje przewodniczących izb na kadencję 1 roku. W przypadku nieobecności przewodniczącego zastępuje go najstarszy sędzia izby. Nieobecny członek izby może zostać zastąpiony innym sędzią (w tej sytuacji tym sędzią może też być prezes lub wiceprezes Sądu Konstytucyjnego). Przewodniczący przewodniczy obradom izby, której zadaniem jest przyjmowanie uchwał większością głosów. Głosowania są głosowaniami ustnymi, w czasie których sędziowie obradujący opowiadają się za 1 z możliwych propozycji. Brak decyzji o rozstrzygnięciu sprawy powoduje, że przewodniczący zgłasza problematyczną sprawę do Zgromadzenia Ogólnego Sędziów Sądu Konstytucyjnego, który ją rozpatruje; w niektórych sytuacjach głos Wiceprzewodniczącego może być wiążący.

### Sprawozdawca Sądu Konstytucyjnego
Sprawozdawca Sądu Konstytucyjnego (cz. Zpravodaj Ústavního soudu), który jest przypisany do każdej sprawy, przygotowuje sprawę do rozpatrzenia, chyba że stwierdzi, że istnieją podstawy prawne do odrzucenia wniosku.

### Sekretarz Generalny Sądu Najwyższego
Sekretarz Generalny Sądu Najwyższego (cz. Generálního sekretáře Ústavního soudu) kieruje Wydziałem Sędziowskim, Wydziałem Analityki, biblioteką, Wydziałem Spraw Zagranicznych i biurem rzecznika prasowego.

### Dyrektor Administracji Sądu Konstytucyjnego
Dyrektor Administracji Sądu Konstytucyjnego (cz. Ředitele soudní správy) przewodniczy Wydziałowi Ekonomii i Operacji.

## Sędziowie Sądu Konstytucyjnego
Sędziowie Sądu Konstytucyjnego są mianowani przez Prezydenta państwa za zgodą Senatu na kadencję 10 lat. Według Konstytucji osobą, która może być wybrana na stanowisko sędziego Sądu Konstytucyjnego, musi być osobą nieskazitelnego charakteru, mieć prawo wybieralności do Senatu i wyższe wykształcenie prawnicze oraz przynajmniej 10 lat wykonywać zawód prawniczy. Po wybraniu odpowiednich kandydatów przez Prezydenta, Biuro Prezydenta wysyła wniosek do Senatu z prośbą o wyrażenie zgody na nominację kandydata na sędziego Sądu Konstytucyjnego. Następnie Przewodniczący Senatu składa wniosek do Komisji Agendy i Postępowania i przekazuje wniosek wszystkim klubom senackim i senatorom. Komisja Agendy i Postępowania powierza rozpatrzenie wniosku Komisji Spraw Prawnych i Konstytucyjnych oraz Komisji Edukacji, Nauki, Kultury, Praw Człowieka i Petycji (wniosek mogą także rozpatrzyć inne komisje). Uchwały, wydawane przez komisje, rekomendują, w jaki sposób Senat ma głosować. Następnie sprawozdawcy danych komisji oraz kandydaci na sędziów biorą udział w posiedzeniu Senatu. Senat może podjąć decyzję w czasie jawnego lub utajnionego posiedzenia. Aby kandydat został powołany na urząd sędziego Sądu Konstytucyjnego, musi otrzymać większość zwykłą. Zgoda Senatu umożliwia powołanie kandydata na stanowisko sędziego w Sądzie Konstytucyjnym. W przypadku, gdy Prezydent nie otrzymał odpowiedzi 60 dni po złożeniu wniosku, automatycznie uznaje się zgodę Senatu na nominację danego kandydata na sędziego.
Warunkiem niezbędnym do powołania sędziego jest złożenie przez niego przysięgi. W przypadku niezłożenia przysięgi czy występujących zastrzeżeń, sędzia nie może pełnić funkcji sędziego Sądu Konstytucyjnego. Przysięga ma następujący kształt:

Ślubuję na mój honor i sumienie, że będę chronić nienaruszalności naturalnych praw człowieka i praw obywateli, stosować się do aktów konstytucyjnych i podejmować decyzje zgodnie z moimi najlepszymi przekonaniami, niezależnie i bezstronnie.

Sędziowie Sądu Konstytucyjnego nie mogą być pociągani do odpowiedzialności karnej bez zgody Senatu z wyjątkiem sytuacji, kiedy sędzia zostanie przyłapany na gorącym uczynku lub bezpośrednio po nim. Obowiązkiem organów ścigania jest powiadomienie Przewodniczącego Senatu o zaistniałej sytuacji, który zadecyduje w ciągu 24 godzin o konieczności zaistniałego aresztowania. Brak zgody Przewodniczącego Senatu zobowiązuje organy ścigania do uwolnienia sędziego. Możliwa konieczność aresztowania sędziego zostaje rozpatrzona w czasie najbliższego posiedzeniu Senatu. Sędziemu przysługuje także prawo odmówienia zeznawania w sprawach, które są związane z wykonywaniem funkcji sędziego w czasie pełnienia funkcji lub po jej zakończeniu. Zgodnie z ustawą z 16 czerwca 1993 zabrania się sędziemu prowadzenia dodatkowej działalności zarobkowej z wyjątkiem zarządzania jego aktywami lub prowadzenia działalności naukowej, pedagogicznej, literackiej, artystycznej, jeśli ona nie koliduje z obowiązkami sędziego ani nie narusza bezstronności i niezależności w podejmowaniu decyzji.
W przypadku rezygnacji sędziego sędzia składa rezygnację przed Prezydentem. Drugim wariantem może być nakazanie spisania aktu notarialnego, jeśli występują poważne przeszkody, które uniemożliwiają wykonywanie powierzonej funkcji. Mandat sędziego dobiega końca 1 dzień po złożeniu rezygnacji lub 1 dzień po otrzymaniu przez Prezydenta rezygnacji. Prezes Sądu Konstytucyjnego ma obowiązek niezwłocznego powiadomienia Prezydenta o zaistniałej sytuacji. Praca sędziego może zostać zakończona w 4 sytuacjach:
- upłynięcia kadencji, na którą sędzia został powołany
- utraty prawa wybieralności do Senatu
- uprawomocnienia się wyroku sądowego, który orzeka o popełnieniu przestępstwa przez sędziego
- zwolnienia dyscyplinarnego sędziego[6].

### Lista prezesów Sądu Konstytucyjnego
| Prezes Sądu Konstytucyjnego           | Okres sprawowania urzędu |
| ------------------------------------- | ------------------------ |
| Zdeněk Kessler (jako Pierwszy Prezes) | 1993 – 2003              |
| Miloš Holeček (jako Drugi Prezes)     | 2003                     |
| Pavel Rychetský                       | 2003 –                   |

### Lista wiceprezesów Sądu Konstytucyjnego
| Wiceprezes Sądu Konstytucyjnego | Okres sprawowania urzędu |
| ------------------------------- | ------------------------ |
| Miloš Holeček                   | 1993 – 2003              |
| Ivana Janů                      | 1993 – 2002              |
| Eliška Wagnerová                | 2002 – 2012              |
| Pavel Holländer                 | 2003                     |
| Milada Tomková                  | 2013 –                   |
| Jaroslav Fenyk                  | 2013 –                   |

## Siedziba Sądu Konstytucyjnego

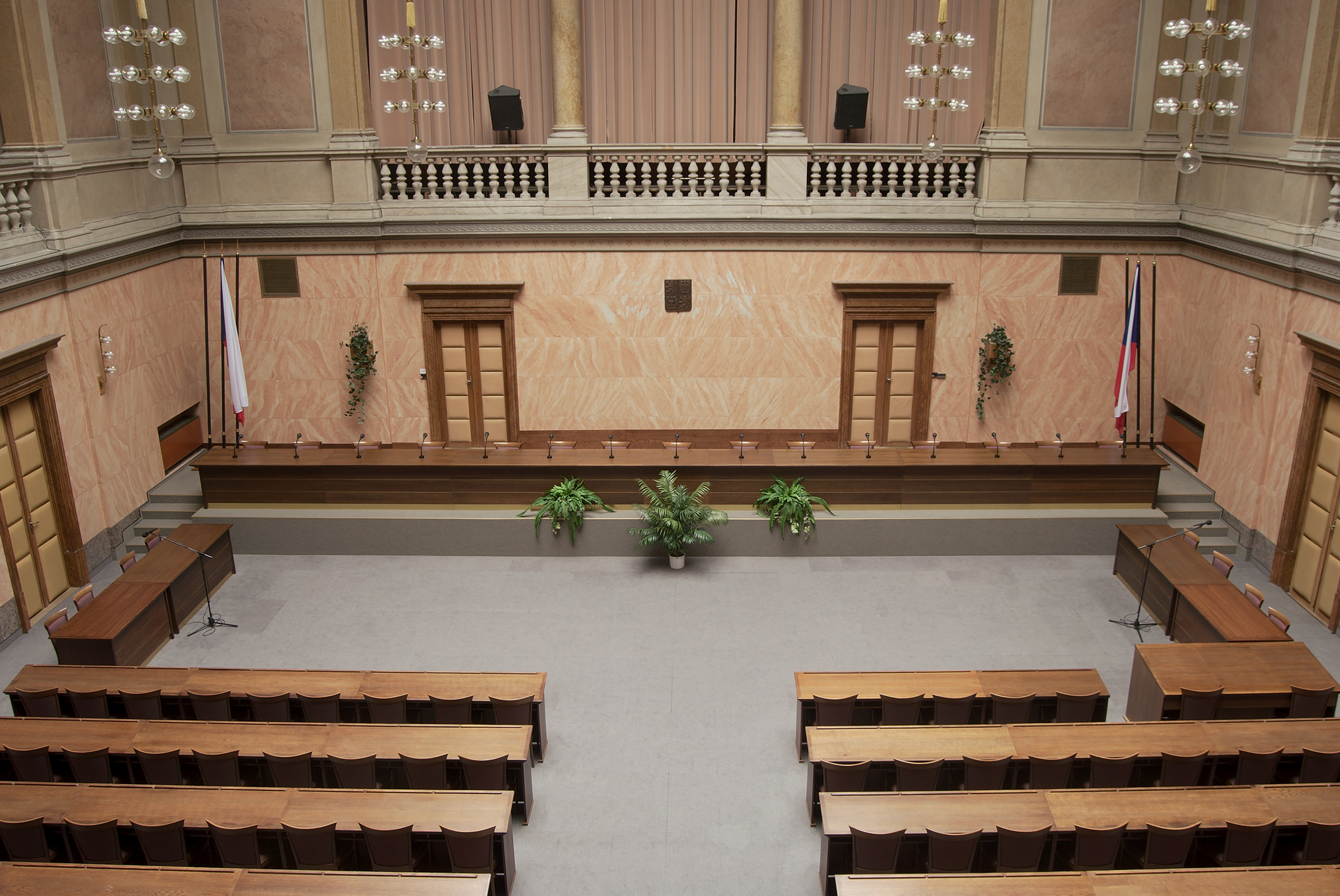
Aula, w której obraduje Sąd Konstytucyjny

Obecną siedzibą Sądu Konstytucyjnego jest była siedziba Parlamentu Moraw. W latach 1872–1873 rozpisano konkurs na zaprojektowanie budynku, który wygrali wiedeńscy kompozytorzy Anton Hofft i Robert Raschka, a budową kierował Josef Arnold pod kierownictwem regionalnej rady budowy Ulrich w latach 1875–1878.
Budowla stylistyką nawiązuje do osiągnięć tzw. północnego renesansu. Oryginalny projekt budowy uwzględniał potrzeby i funkcje Parlamentu Moraw. Budynek ma kształt prostokąta z 4 dziedzińcami po wschodniej stronie budynku i dwukondygnacyjną aulą znajdująca się po zachodniej stronie budynku. Aula jest miejscem, gdzie obecnie przeprowadza się posiedzenia Sądu. Pomieszczenie przylegające do przedsionka i otoczone innymi mniejszymi pomieszczeniami początkowo była restauracją przeznaczoną dla posłów i klubów poselskich, jednak obecnie pełni rolę sali konferencyjnej. Ściany auli są pokryte syntetycznym czerwonym marmurem, wykończone fryzem, a sklepienie jest pokryte malowidłami przedstawiającymi ziemię. Dodatkowym elementem auli są loże z balustradami.

## Skarga konstytucyjna

### Składanie skargi
Sąd Konstytucyjny rozpatruje skargi konstytucyjne przeciwko decyzjom, które weszły w życie, lub działaniom organów administracji publicznej, które są sprzeczne z konstytucyjnymi prawami i wolnościami obywateli. Skargę konstytucyjną może złożyć każda osoba prawna lub osoba fizyczna, jeśli uważa, że zostały naruszone jej prawa i wolności zagwarantowane przez Konstytucję. We wniosku osoba poszkodowana powinna:
- podać:
  - które prawo gwarantowane przez Konstytucję zostało naruszone
  - który urząd administracji publicznej naruszył to prawo
  - na czym polegało naruszenie prawa gwarantowanego przez Konstytucję
  - prawdziwy opis decydujących faktów
  - opis dowodów
- podpisać i opatrzyć wniosek datą.

W przypadku niepoprawnego wypełnienia wniosku o wszczęciu postępowania, wnioskodawca zostanie poinformowany o błędach i będzie miał możliwość poprawienia ich, po czym Sąd rozpatrzy wniosek. Niewniesienie poprawek skutkuje odrzuceniem wniosku.
W składanym wniosku wnioskodawca musi dokładnie określić, które z jego praw gwarantowanych przez Konstytucję zostało naruszone oraz może wystąpić z wnioskiem o unieważnienie decyzji lub działania urzędu administracji publicznej, które spowodowało to naruszenie. W przypadku odrzucenia złożonej skargi konstytucyjnej, wniosek o unieważnieniu decyzji lub działaniu urzędu administracji publicznej, które przyczyniło się do naruszenia prawa lub wolności, jest automatycznie anulowany. Bez określenia odniesienia do konkretnego działania organu administracji publicznej, osoba prawna i osoba fizyczna nie jest uprawniona do składania skargi konstytucyjnej. Sąd Konstytucyjny odrzuci wniosek o unieważnienie danego działania, bo zostałoby one złożone przez nieuprawnioną do tego osobę.
Żaden wnioskodawca nie może jednocześnie napisać skargi, złożyć jej i samemu reprezentować się w czasie rozprawy, dlatego też każdy wnioskodawca jest zobowiązany do napisania pełnomocnictwa, które umożliwi reprezentowanie go przez odpowiedniego adwokata. Sąd Konstytucyjny nie przydziela adwokatów z urzędu.
Skargi konstytucyjne mogą być złożone drogą mailową, telegraficzną, faksową lub osobiście. W przypadku złożenia wniosku drogą elektroniczną bez dołączonego elektronicznego podpisu lub drogą faksową, wnioskodawca jest zobowiązany do złożenia skargi osobiście w ciągu 3 dni. Wnioskodawca może złożyć skargę 60 dni od ostatecznej decyzji organu administracji publicznej, który złamał prawo zagwarantowane w Konstytucji. Jeśli nie jest przewidziana możliwość odwołania się od decyzji organu administracji publicznej, wnioskodawca ma 60 dni od poinformowania go o danej decyzji, przy czym okres ten nie może trwać dłużej niż rok od interwencji podjętej przez dany organ. Po tym terminie Sąd Konstytucyjny nie rozpatruje skarg konstytucyjnych.
Złożenie skargi konstytucyjnej jest niemożliwe, jeśli:
- skarga dotyczy sprawy, w której Sąd Konstytucyjny wydał już wyrok. Wyroki Sądu Konstytucyjnego są ostateczne.
- Sąd Konstytucyjny prowadzi taką samą sprawę w czasie złożenia wniosku
- wnioskodawca nie wykorzystał wszystkich możliwych środków odwoławczych (np. odwołania, skargi czy skargi do sądów administracyjnych) czy też nadzwyczajnych środków odwoławczych jak kasacja czy odwołanie w kwestii prawnej. Oprócz tych środków odwoławczych należy wyczerpać inne możliwości prawne chroniące prawa i wolności zagwarantowane w Konstytucji związane z rozpoczęciem postępowania sądowego, administracyjnego czy innych postępowań[11].

### Rozpatrywanie skargi przez Sąd Konstytucyjny
W przypadku uznania przez Sąd naruszenia prawa, Sąd unieważnia podjętą przez organ administracji publicznej decyzję oraz przywraca bieg sprawie sprzed naruszenia prawa lub wolności. Sąd Konstytucyjny nie ma uprawnień do zmiany decyzji czy nakazania organowi władzy podjęcia określonej decyzji. Jedyną możliwością, jaką może orzec Sąd, jest nakazanie urzędowi, żeby wydał nową decyzję administracyjną.
Ustawa nie nakłada określonego czasu na rozpatrzenie danego wniosku, jednak Sąd zazwyczaj orzeka w terminie od 2 miesięcy do 2 lat. Dłuższy okres oczekiwania może być związany ze sporem prawa publicznego, jaki występuje pomiędzy organy publicznymi.
Sąd Konstytucyjny wydaje odpowiednie uchwały, w których w 95% odrzuca skargi konstytucyjne. Najczęściej wiąże się to z :
- brakiem uprawnień do składania wniosku przez wnioskodawcę
- brakiem uzasadnienia wniosku
- brakiem reprezentacji prawnej
- brakiem poprawek błędów we wniosku w odpowiednim czasie.

Uchwała może także orzekać o wstępnym nakazie sądowym, czy nakładać karę proceduralną.
Orzeczenie Sądu Konstytucyjnego składa się z:
- wstępu do orzeczenia, który określa orzekający skład sędziowski, strony postępowania i ich pełnomocników oraz decyzję lub interwencję organów administracyjnych lub przepisy, przeciwko którym wszczęto postępowanie
- wyrok, w którym sędziowie przychylają się lub odrzucają wniosek wnioskodawcy. Sędziowie mogą przychylić się lub odrzucić częściowo wniosek, co wymaga dokładnego doprecyzowania w wyroku
- uzasadnienia, w którym Sąd podsumowuje wniosek oraz przedstawia fakty, które sprawiły o wydaniu określonego wyroku
- pouczenia, które wskazuje na brak możliwości odwołania się od decyzji Sadu Konstytucyjnego[11].

Wyrok wchodzi w życie po:
- opublikowaniu go w Dzienniku Ustaw
- określonej dacie określonej w wyroku
- ogłoszeniu wyroku przez sędziego
- dostarczeniu pisemnego wyroku do obu stron[11].

Wyroki Sądu Konstytucyjnego są prawomocne dla wszystkich osób i organów, a w szczególności dla stron postępowania, które są zobowiązane do postępowania zgodnie z wyrokiem. Wyroki są traktowane jako źródło prawa i precedens. Wyrok może także zostać wykorzystany przez sąd powszechny do uzasadnienia wyroku na korzyść rozwiązania, o którym wspominał wyrok.
Koszty postępowania w całości lub części ponosi wnioskodawca, co jest uzależnione od decyzji Sadu Konstytucyjnego. Sąd Konstytucyjny może orzec płatność przez państwo kosztów obsługi prawnej, jeśli wniosek nie został odrzucony, a wnioskodawca o to poprosił na początku procesu z powodów finansowych.
Możliwość wglądu do akt sprawy występuje tylko na terenie Sądu Konstytucyjnego. Jeśli sprawa nie została jeszcze rozpatrzona, strony i ich pełnomocnicy mają prawo do przejrzenia akt sprawy. Po rozpatrzeniu sprawy i wydania wyroku przez Sąd do akt sprawy mają wgląd strony oraz inne osoby, które niekoniecznie są prawnikami, ale muszą posiadać pełnomocnictwo dające im zgodę na przeglądanie akt sprawy. Każdy przeglądający zostaje zarejestrowany przez pracownika sądu i jest zobowiązany do złożenia podpisu. W przypadku braku możliwości wglądu do akt, pracownik sądu zarejestruje to oraz poda wnioskodawcy powód niemożności wglądu do akt. Pliki, które zostały sprowadzone do Sądu od innych publicznych instytucji, są możliwe do obejrzenia tylko po pisemnej zgodzie sędziego sprawozdawcy.
Wszystkie wyroki i uchwały Sądu Konstytucyjnego są publikowane w Zbiorze Orzeczeń Sądu Konstytucyjnego i dostępne online w sądowej bazie NALUS. Niektóre z wyroków i uchwał mogą zostać opublikowane w Dzienniku Ustaw na podstawie obowiązującego prawa (jeśli np. Sąd unieważnił ustawy lub inne przepisy prawne). Sąd może także sam zdecydować o publikacji wyroku lub uchwały w Dzienniku Ustaw.